# 阪神北大阪線
北大阪線（きたおおさかせん）は、かつて大阪府大阪市福島区の野田駅から同市大淀区（現・北区）の天神橋筋六丁目までを結んでいた阪神電気鉄道の路面電車。

## 概要
1914年8月に開業した。大阪の北側、新淀川沿岸における未開発地域を開発する目的で敷設された。
軌道敷設の特許を受けたのは別会社の北大阪電気軌道だった（ただし、阪神電気鉄道の株式に半分の株を割り当て、役員の多くも阪神の関係者であった）が、後の1927年に阪神国道電軌の手によって開業した阪神国道線とは異なり、工事に着手する前に阪神電気鉄道と合併し、阪神の路線として開業した。大淀区（現・北区）経由で大阪市街北部を半周し、梅田へ集まる各鉄道線を短絡する、準環状線としての性格を持っていた。
当時、沿線のほとんどは未開発地であったため、工事に当ってはまず道路を建設し、その上で軌道を敷設するという手法がとられた。この道路建設にも阪神が関わっていたことから、阪神は北大阪線が走る道路の所有権を長く主張していた。
大半が併用軌道だったが、中津 - 北野間で国鉄の貨物線をオーバークロスするトラス橋付近のみが専用軌道で、併走する阪急神戸線との電車の出会いが沿線の名物であった。ただし、中津前後の区間は貨物線の建設（1928年開通）に伴って付け替えられたものであり、開業当初は、他の区間と同様に併用軌道であった。
阪神国道線ほどにはモータリゼーションの影響は受けず、乗客数も比較的多かったものの、阪神国道線の廃止によって車庫への出入庫ができなくなるためにバス化されることになり、1975年5月、国道線・甲子園線全廃と運命を共にし、廃線となった。
使用車両は、国道線の路線短縮まではもっぱらモーター出力の低い1形が使用されていたが、後には31形や、「金魚鉢」と親しまれた71形や91形、201形などが使用される様になった。
北大阪線のルートは、阪神バスが「北大阪線」として代替の形で運行した（中津や天六近辺では、一方通行などにより一部で上下線ルートが異なる）。バス転換後も長年に亘り昼間時でも15分毎の高頻度運行を維持していたが、2000年代に入ってから利用客の減少に伴い減便が繰り返される。まず2007年のダイヤ改正では、日中の運行区間が野田阪神 - 中津間に短縮され、中津 - 天六間の運行は朝夕のみとなった。その後の2013年の改正では、中津 - 天六間の運行が朝夕1往復ずつにまで減便され、野田阪神前 - 中津間についても1時間に1 - 2本程度の運行本数まで減便されることとなった。さらに、2018年12月の改正では野田阪神前 - 中津間の運行が平日は朝夕のみ、土休日は昼間のみの運行となり、また野田阪神前 - 天六間は土休日の夕方に1往復が運行されるのみにまで減便された。2021年7月の改正では、平日および土休日昼間の野田阪神前 - 中津間の運行が終了し、土休日の夕方に野田阪神 - 天六間で1往復のみの運行となった（いわゆる免許維持路線扱い）。そしてついに運転手不足を理由に2024年1月13日をもって休止されることになった。なお、野田阪神前 - 中津間においては大阪シティバス58号系統（野田阪神前 - 中津 - 大阪駅）も並行して運行されており、こちらは昼間時でも約20分ごとに運行されている。

### 路線データ
- 路線距離（営業キロ）：4.3km
- 軌間：1435mm （標準軌）
- 駅数：11駅（起終点駅含む）
- 複線区間：全線
- 電化区間：全線（直流600V）

## 沿革
- 1910年（明治43年）
  - 5月26日 軌道特許状下付（大阪市北区西野田茶園町-同天神橋筋六丁目間）[7]。
  - 10月1日 北大阪電気軌道株式会社設立[8]。
- 1911年（明治44年）5月10日 阪神電気鉄道と合併[8][9]。
- 1914年（大正3年）8月19日 野田 - 天神橋筋六丁目間開業[10]。
- 1975年（昭和50年）5月6日 廃止。

## 停留所一覧
野田 - 海老江 - 上海老江 - 西大淀* - 大淀* - 東大淀* - 中津 - 北野 - 南浜 - 本庄中通 - 天神橋筋六丁目
注： *は、改称を経た駅名。

### 接続路線
- 野田：阪神本線、阪神国道線、大阪市営地下鉄千日前線
- 天神橋筋六丁目：阪急千里線、大阪市営地下鉄谷町線・堺筋線
- 中津：阪急神戸本線・宝塚本線（大阪市営地下鉄御堂筋線にはやや遠い）

接続路線は北大阪線廃止当時。その他、1949年までは北野で阪急北野線にも接続していた。

## その他
開業当初はトロリー線（架線）が2列あり、ダブルポール式集電だった。後に海側のトロリー線が撤去されてシングルポール式になったという。